# Свято-Троицкая церковь (Болхов)
Свято-Троицкая церковь — церковь в городе Болхове Орловской области, древнейший архитектурный памятник города. Церковь располагается рядом со Спасо-Преображенским собором на территории бывшего Болховского кремля, являясь его единственной сохравнившейся современницей.

## История
Существующая сейчас церковь из красного кирпича построена вместо деревянной в 1701—1708 гг. Считается, что строителями был купеческий род Бобковых.
Церковь является настоящей жемчужиной русской архитектуры благодаря её особым узорам и величественному силуэту. Декор выполнен из лекального кирпича и белого камня в духе московских посадских храмов XVII в. Церковь снаружи украшали «кафли» — изразцы с растительным орнаментом. Колокольня с эклектичным декором пристроена после того, как старая наклонилась в 1871 г. Строительство, которое было начато в 1872 г., продолжалось после 1878 г. Новую колокольню построили на небольшом расстоянии от трапезной, и между ними появился проход с аркой. Церковь имела 8 колоколов.
Внутри стены храма были украшены росписями; их фрагменты дошли до настоящего времени в очень плохом состоянии. Резной золоченый трехъярусный иконостас представлял собой настоящее произведение искусства.
Особо почитаемой святыней церкви была явленная икона Казанской Божией Матери. Под Красной горой купцом Качановым была построена каменная часовня, не дошедшая до наших дней. С 1883 г. работала церковно-приходская школа.
В 1929 г. здание церкви по решению пленума горсовета намеревались отдать под антирелигиозный музей. В 1930 г. храм закрылся и использовался под склад гудрона. В 1955 и 1960-х гг. была выполнена частичная реставрация, в ходе которой демонтировались элементы белокаменного убранства. Колокольня лишилась завершений. Музей, который предполагалось перенести в церковь в 1960 г., так и не был открыт.
В 2002 г. храм передали приходу, а также возобновили богослужения. Были начаты работы по восстановлению здания: заделаны трещины в фундаменте и стенах, очищен подклет главного алтаря, сделаны бетонные полы, восстановлен свод. Цоколь церкви был очищен от завалов, образовавшихся за последние десятилетия. Началось восстановление изразцового убранства (в том числе красочные «кафли» на наружных стенах). Работы выполняются прихожанами под руководством опытных реставраторов. В 2004 г. церкви были пожертвованы колокола, отлитые в Воронеже.
С 2004 г. возобновилась традиция совершать в День Святой Троицы крестный ход в Троицкий Оптин монастырь.
Новый виток в реставрации произошел в 2006 году при участии уроженца и почетного гражданина города Болхова Владимира Соболева, на тот момент являвшегося директором крупнейшей строительной компании Орловской области ОАО «Орелстрой».
9 июля 2009 года в Орловско-Ливенской епархией и Правительством Орловской области была организована благотворительная акция по сбору средств на восстановление церкви. В этот же день на куполе церкви установили кресты.
1 ноября 2013 года архиепископ Орловский и Ливенский Антоний возглавил чин освящения храма.
К началу 2014 г. фасад храма восстановлен практически полностью. Внутренняя поверхность церкви расписывается орловскими иконописцами Михаилом и Ольгой Никитиными, а иконы выполняются мастерами из Москвы, Санкт-Петербурга и Владимира.